# Пустильник, Любовь Семёновна
Любо́вь Семёновна Пусти́льник (20 октября 1922 — 25 января 2012) — российский литературовед, кандидат филологических наук; доктор филологии (Канада). Член Союза писателей Москвы, Союза театральных деятелей России и международного ПЕН-клуба. Член Центра по изучению России и Восточной Европы Торонтского Университета (Торонто, Онтарио, Канада). Награждена Золотой медалью Франца Кафки (2011)

## Литературное творчество
В 1964 году защитила в МГПИ им. В. И. Ленина кандидатскую диссертацию на тему «А. Н. Плещеев — критик». Любовь Пустильник — автор книг и статей о творчестве А. Н. Плещеева, Ф. М. Достоевского, Н. В. Гоголя, А. Н. Островского, Н. А. Некрасова, А. П. Чехова, Добролюбова Н. А., И. З. Сурикова, С. Я. Надсона, В. И. Нарбута, Шолом-Алейхема, Д. С. Мережковского, С. Ю. Прегель, А. Гингера, И. Л. Щеглова (Леонтьева), Белинского, В. В. Воровского, Луначарского и др.
Её книги выходили в издательствах «Наука», «Художественная литература», «Терра», «Книга», «Правда». Её исследования, статьи, публикации неизвестных ранее документов и писем напечатаны: в пяти томах — «Литературного наследства» (Издательство Академии наук): томах «Чехов», «А. Н. Островский», «Л. Н. Толстой», «А. В. Луначарский», «Максим Горький».
В издание «Литературный архив», выпуск 6, ИРЛИ (Пушкинский дом), вошли её публикации писем А. Н. Плещеева к Ф. М. Достоевскому, М. Л. Михайлову, Я. П. Полонскому, И. Л. Щеглову и другим писателям того времени.
Также, в журналах «Вопросы литературы», «Литературное обозрение», «Филологические науки», «Новый мир», «Знамя», «Русская литература», «Огонёк», «Смена», «Дружба народов» — статьи о Н.А. Добролюбове, Т.Г. Шевченко и др.; в журнале «Арион» — статья о В. Нарбуте и письма его к М. Зенкевичу.
В «Литературной газете», «Литературной России», «Книжном обозрении» — статьи о Н. Г. Чернышевском, А. М. Горьком, В. В. Воровском.
Об её книгах, исследованиях, статьях, публикациях архивных материалов выходили рецензии в изданиях «Новый мир», «Русская литература», «Литературное обозрение», «Вопросы литературы», «В мире книг», «Книжное обозрение», «Наука и жизнь», «Московский литератор».
В «Новом русском слове» (Нью-Йорк) печатались её статьи о Софии Прегель, Шолом-Алейхеме, публикации писем Генриха Манна к Софии Прегель.
В газетах Канады — «Наш взгляд», «Инфо», «Голос», журнале «Форум» — статьи о Бунине, Цветаевой, поэтах первой волны эмиграции. В «Нашей газете» — статья об О. Мандельштаме.
В английской газете «Лондон-инфо» вышла её статья о Герцене (2007).
Статьи о Плещееве, Чехове, Бунине, Цветаевой, Гингере — опубликованы в «Независимой газете» и доступны в Сети.
Выпустила сборники стихов Плещеева, Сурикова и Надсона с комментариями и вступительными статьями.